# ツール・ド・東北
ツール・ド・東北（Tour de Tohoku）は、河北新報社とヤフー株式会社が主催するロングライド形式の自転車イベント。
東日本大震災の復興支援を目的として2013年に始まった。順位を競うレースではなく、津波の被害を受けた宮城県北部の海岸（三陸地方南部）を走りながら、現地の現状を見てもらうファンライドである。
2014年と2015年にはアメリカ合衆国の駐日大使（当時）のキャロライン・ケネディが参加している。
2016年からは2日間となり、複数の参加者がグルペットを組んで走る『グループライド』を実施している。テーマソングとして、藤巻亮太の「LIFE」が採用された。
2020年はコロナ禍の影響により中止になり、2021年にはオンラインでの実施となった。2022年からは開催を再開している。第10回大会となる2023年にはテーマソングとしてサザンオールスターズの「希望の轍」が使用される。